# Seli (Rae)
Seli est un village de la commune de Rae du comté de Harju en Estonie.
Au 31 décembre 2011, il compte 24 habitants.